# Ndjili (rivière)
Pour les articles homonymes, voir Ndjili (homonymie).
La Ndjili est une rivière de la république démocratique du Congo et un affluent en rive gauche du fleuve Congo au niveau du Pool Malebo. 

## Géographie
La rivière a donné son nom à la commune de la Ndjili de Kinshasa. Elle sert aussi de frontière entre plusieurs communes de Kinshasa : Mont Ngafula, Kisenso, Matete et Limete sur sa rive gauche, et Maluku, Kimbanseke, Ndjili et Masina sur sa rive droite.